# Malabaila princeae
Malabaila princeae är en flockblommig växtart som beskrevs av Adolf Engler och H.Wolff. Malabaila princeae ingår i släktet Malabaila och familjen flockblommiga växter. Inga underarter finns listade i Catalogue of Life.